# Évaporomètre
Ne doit pas être confondu avec Évaporateur.
Un évaporomètre, aussi connu comme atmidomètre, atmomètre et évaporimètre, est un instrument utilisé en météorologie pour mesurer la quantité d'eau s'évaporant dans l'atmosphère pendant un intervalle de temps donné. Il s'agit d'un appareil comportant un réservoir d'eau relié à l'extérieur par un médium poreux qui laisse s'évaporer l'eau. Les surfaces mouillées sont constituées, soit par des sphères, des cylindres ou des plaques de porcelaine poreuse, soit par des rondelles de papier filtre, maintenues mouillées en permanence. 

## Types

### Bellani
L’atmomètre ou la plaque de Bellani est constitué d'une cuve cylindrique graduée, environ 30 cm de haut, qui alimente par l'intermédiaire d'un tuyau d'aspiration, une surface d'évaporation constituée par un disque d'environ 7,5 cm de diamètre de céramique poreuse. Le dispositif est placé à environ 120 cm du sol. L'eau qui s'évapore par le disque est remplacée immédiatement par une quantité égale venant de la cuve qui est sous pression. L'utilisateur peut ainsi noter le changement du niveau d'eau dans la cuve et donc l'évaporation. Il est utilisé en particulier dans les stations agro-météorologiques au Canada.

### Livingston
L'atmomètre de Livingston est formé par une sphère creuse de porcelaine poreuse d'environ cinq centimètres de diamètre et d'un centimètre d'épaisseur. Elle est remplie d'eau distillée provenant d'un réservoir gradué qui permet son alimentation permanente. La perte d'eau par la sphère est notée par la graduation du réservoir et constitue la mesure de l'évaporation.

### Piche
Actuellement le seul appareil de cette nature couramment utilisé en France est l'évaporomètre Piche. Il est constitué d'un tube gradué en forme de U, ou droit, rempli d'eau distillée. L'un des bouts est scellé alors que l'autre est ouvert mais recouvert d'un papier buvard qui s'enfonce également en partie dans le tube. L'évaporation à la surface externe du papier est constamment remplacée par l'eau provenant du tube ce qui laisse un espace vide du côté scellé. L'opérateur peut alors mesurer la perte de liquide par unité de temps en suivant la descente du liquide.

### Wild
L’évaporimètre de Wild est un petit bac de 250 cm2 de surface et 25 mm d’épaisseur reposant sur une balance équipée d'un enregistreur. L'appareil est placé à 2 mètres du sol dans un abri permettant la circulation de l'air mais dont le toit empêche la pluie d'atteindre le bac. Ce genre de balance d'évaporation n'est pas très représentative de l'évaporation naturelle en raison de sa faible surface libre. De plus, le faible volume de l'eau permet aux variations de température des parois d'influencer celle du liquide et donc de changer le taux d'évaporation.
|  |  |  |

## Utilisation
Cet instrument permet de connaître le taux d'évaporation dans l'air et d’estimer l'évapotranspiration des plantes. En utilisant l'évaporomètre et en connaissant le taux d'humidité dans le sol par un lysimètre, les agriculteurs peuvent déterminer les besoins en irrigation des sols en culture. L'instrument doit être placé loin des obstructions et des bâtiments de ferme pour bien représenter les champs visés.

## Appareil voisin
Un bac d'évaporation est constitué par un bassin ou un bac d'eau d'assez grande surface et assez profond où l'on mesure le changement du niveau de l'eau dû à l'évaporation. Les bassins vont de 1 à 5 mètres de diamètre et de 10 à 70 cm de profondeur. Ils sont posés sur ou dans le sol (bacs enterrés) ou encore dans l'eau (bacs flottants). Dans tous les cas, le niveau de l'eau est maintenu à faible distance au-dessous du bord du bac. Les variations du niveau d'eau du bac, mesurées à des intervalles fixes, sont proportionnelles à l'intensité de l'évaporation subie par les lacs, les réservoirs ou les bassins hydrauliques dans le même environnement.